# Гайтанджийски чарк
Гайтанджийският чарк е машина за плетене на гайтани. Изобретена е в централна Европа по време на наполеоновите войни, когато поръчките на дрехи за воюващите армии водят до невиждан подем текстилната индустрия. Чарковете представляват успоредни шпули с навит на тях копринен конец, които чрез зъбчат механизъм се въртят една около друга в определена последователност, което осигурява плетката на гайтана. Задвижват се от водна сила, подобно на водениците. Чарковете биват за 8, 10 (по-рядко) или 12 нишки, в зависимост от дебелината на получения гайтан.

## В България
По българските земи първият гайтанджийски чарк е донесен в първите години на XIX век от гр. Брашов (Трансилвания) в Габрово от майстор Станимир (Станимер), родоначалник на габровския род Станимирови. Той пренася дребните части цели, а по-големите – на шаблон от оризова хартия. Основен пазар за чарковете тогава са Карлово, Калофер и Казанлък, а през 1830-те г. и Габрово. През 1840-те г. в Габрово вече има 3-ма майстори чаркчии. Днес одая с чаркове може да се види в етнографския комплекс Етъра край Габрово.
Чарковете за плетене на гайтан се подреждали в специална сграда, наречена „гайтанджийска одая“. Сградата била на два етажа, задължително опряна на вадище – водно отклонение от река. Горният етаж е една стая, а в долния етаж се разполагат двигателните механизми – водни колела (переи) с вбити дъревени валове (вретена). Вретеното минава през дървения под между двата етажа и предава въртеливото движение на перея през голямо зъбно колело, играещо ролята на редуктор и маховик към чарка. Чарковете се нареждали покрай стената. Най-често се срещат гайтанджийски одаи с 10 – 12 до 15 – 20 чарка. Оборудването се допълва от приспособления за опъване и намотаване на гайтаните.

## Общ принцип на машината за плитки
Машината за плетене е устройство, което преплита три или повече нишки прежда или тел за създаване на различни материали, включително въже, подсилен маркуч, покрити захранващи кабели и някои видове дантела. Материалите за плетене включват естествени и синтетични прежди, метални жици, кожени ленти и други.

### Процес
1. Влакната се предят в прежда.
2. Една или повече прежди се усукват заедно, за да образуват нишка.
3. Нишките се навиват на калерчета .
4. Калерчетата се монтират на носачи.
5. Носачите се монтират върху машина за плетене, където се извършва сплитането.